# انجمن خزنده‌شناسی
انجمن خزنده‌شناسی (به انگلیسی: Herpetological society) اصطلاحی است که معمولاً برای یک باشگاه یا گروه سازماندهی‌شده از مشتاقان خزندگان و دوزیستان استفاده می‌شود. این اصطلاح از خزنده‌شناسی برگرفته شده است - شاخه‌ای از جانورشناسی که به مطالعه آن جانداران می‌پردازد.
انجمن‌های خزنده‌شناسی معمولاً سازمان‌های غیرانتفاعی و خصوصی هستند که در آن اعضا به سود گروه حقوق می‌پردازند. به‌طور کلی آنها از نظر جغرافیایی درون یک ایالت، استان یا منطقه خاص متمرکز هستند، اما اکثر گروه‌ها از هر نقطه از جهان عضو می‌پذیرند.

## انجمن‌های خزنده‌شناسی
- انجمن ماهی‌شناسان و خزنده‌شناسان آمریکا
- انجمن مطالعه دوزیستان و خزندگان